# Mussaenda acuminatissima
Mussaenda acuminatissima är en måreväxtart som beskrevs av Elmer Drew Merrill. Mussaenda acuminatissima ingår i släktet Mussaenda och familjen måreväxter. Inga underarter finns listade i Catalogue of Life.